# Kerstin Peters
Kerstin Peters (* 27. Juli 1967 in West-Berlin) ist eine ehemalige deutsche Steuerfrau im Rudern.

## Werdegang
Kerstin Peters wurde 1986 zusammen mit Heike Neu, Elke Riesenkönig, Gundula Helmrath und Michaela Schemmerer Deutsche Meisterin im Vierer mit Steuerfrau. Im Folgejahr gewann sie bei der Deutschen Meisterschaft in der gleichen Bootsklasse erneut die Goldmedaille. Zur Besatzung gehörten neben Peters: Ingeburg Althoff, Kerstin Rehders, Elke Markwort und Anja Schäfer. 1988 traten Althoff und Markwort bei den Deutschen Meisterschaften im Zweier ohne Steuerfrau an. Zusammen mit den beiden neuen Crewmitgliedern Cerstin und Katrin Petersmann konnten Schäfer-Bongwald, Rheders und Peters ihren Titel verteidigen. Bei den Olympischen Sommerspielen 1988 in Seoul war Peters Steuerfrau der deutschen Crew, die in der Regatta mit dem Achter den siebten Platz belegte.